# Armavir, Ryssland
För olika betydelser av Armavir, se Armavir

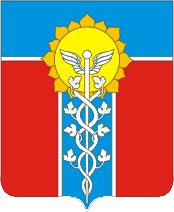
Stadsvapen.

Armavir (ryska: Армавир) är den fjärde största staden i Krasnodar kraj i Ryssland. Armavir hade 191 568 invånare i början av 2015, med totalt 210 250 invånare inklusive områden under stadens administration men utanför själva centralorten. Staden grundades av armenier år 1839. Armavir hette från början Armjanskij aul (ryska: Армянский аул, fritt översatt Armenisk by), och fick 1848 sitt nuvarande namn, efter den antika staden med samma namn i Armenien. 

## Geografi

### Klimat
|                                            | Jan  | Feb  | Mar  | Apr  | Maj  | Jun  | Jul  | Aug  | Sep  | Okt  | Nov  | Dec  |
| ------------------------------------------ | ---- | ---- | ---- | ---- | ---- | ---- | ---- | ---- | ---- | ---- | ---- | ---- |
| Normaldygnets maximitemperaturs medelvärde | 3,4  | 5,1  | 10,9 | 18,2 | 23,1 | 27,1 | 30,4 | 30,4 | 24,9 | 17,8 | 10,3 | 5,0  |
| Normaldygnets minimitemperaturs medelvärde | −4,1 | −3,9 | 0,5  | 6,2  | 10,8 | 14,8 | 17,0 | 16,6 | 12,1 | 6,9  | 1,7  | −2,2 |
|                                            |      |      |      |      |      |      |      |      |      |      |      |      |
| Nederbörd                                  | 36,8 | 31,4 | 37,4 | 52,2 | 86,7 | 85,9 | 65,8 | 53,6 | 50,0 | 56,0 | 50,4 | 43,1 |

| Diagram | temperaturer i °C • månadsnederbörd i mm • Källa: Погода Армавир | temperaturer i °C • månadsnederbörd i mm • Källa: Погода Армавир | temperaturer i °C • månadsnederbörd i mm • Källa: Погода Армавир | temperaturer i °C • månadsnederbörd i mm • Källa: Погода Армавир | temperaturer i °C • månadsnederbörd i mm • Källa: Погода Армавир | temperaturer i °C • månadsnederbörd i mm • Källa: Погода Армавир | temperaturer i °C • månadsnederbörd i mm • Källa: Погода Армавир | temperaturer i °C • månadsnederbörd i mm • Källa: Погода Армавир | temperaturer i °C • månadsnederbörd i mm • Källa: Погода Армавир | temperaturer i °C • månadsnederbörd i mm • Källa: Погода Армавир | temperaturer i °C • månadsnederbörd i mm • Källa: Погода Армавир | temperaturer i °C • månadsnederbörd i mm • Källa: Погода Армавир |
|         | 37 3 -4                                                          | 31 5 -4                                                          | 37 11 1                                                          | 52 18 6                                                          | 87 23 11                                                         | 86 27 15                                                         | 66 30 17                                                         | 54 30 17                                                         | 50 25 12                                                         | 56 18 7                                                          | 50 10 2                                                          | 43 5 -2                                                          |